# USS Cofer (DE-208)
USS Cofer (DE-208/APD-62) là một tàu hộ tống khu trục lớp Buckley được Hải quân Hoa Kỳ chế tạo trong Chiến tranh Thế giới thứ hai. Tên nó được đặt theo thủy thủ John Joseph Cofer (1919–1942), người từng phục vụ trên tàu khu trục Aaron Ward (DD-483), đã tử trận trong trận Hải chiến Guadalcanal ngày 13 tháng 11, 1942 và được truy tặng Huân chương Ngôi sao Bạc. Nó đã phục vụ trong chiến tranh cho đến năm 1944, khi được cải biến thành một tàu vận chuyển cao tốc mang ký hiệu lườn APD-62, và tiếp tục phục vụ cho đến khi chiến tranh kết thúc; nó xuất biên chế năm 1946 và bị tháo dỡ năm 1968. Cofer được tặng thưởng tám Ngôi sao Chiến trận do thành tích phục vụ trong Thế Chiến II.

## Thiết kế và chế tạo
Những chiếc thuộc lớp tàu hộ tống khu trục Buckley có chiều dài chung 306 ft (93 m), mạn tàu rộng 37 ft 1 in (11,30 m) và độ sâu mớn nước khi đầy tải là 11 ft 3 in (3,43 m). Chúng có trọng lượng choán nước tiêu chuẩn 1.400 tấn Anh (1.400 t); và lên đến 1.740 tấn Anh (1.770 t) khi đầy tải. Hệ thống động lực bao gồm hai turbine hơi nước General Electric công suất 13.500 mã lực (10.100 kW), dẫn động hai máy phát điện công suất 9.200 kilôwatt (12.300 hp) để vận hành hai trục chân vịt;  công suất 12.000 hp (8.900 kW) cho phép đạt được tốc độ tối đa 23 kn (26 mph; 43 km/h), và có dự trữ hành trình 6.000 nmi (6.900 mi; 11.000 km) khi di chuyển ở vận tốc đường trường 12 kn (14 mph; 22 km/h).
Vũ khí trang bị bao gồm ba pháo 3 in (76 mm)/50 cal trên tháp pháo nòng đơn có thể đối hạm hoặc phòng không, một khẩu đội 1,1 inch/75 caliber bốn nòng và tám pháo phòng không Oerlikon 20 mm. Vũ khí chống ngầm bao gồm một dàn súng cối chống tàu ngầm Hedgehog Mk. 10 (có 24 nòng và mang theo 144 quả đạn); hai đường ray Mk. 9 và tám máy phóng K3 Mk. 6 để thả mìn sâu. Khác biệt đáng kể so với lớp Evarts dẫn trước là chúng có thêm ba ống phóng ngư lôi Mark 15 21 inch (533 mm). Thủy thủ đoàn đầy đủ bao gồm 186 sĩ quan và thủy thủ.
Cofer được đặt lườn tại Xưởng hải quân Charleston ở Charleston, South Carolina Portsmouth, Virginia vào ngày 12 tháng 5, 1943. Nó được hạ thủy vào ngày 6 tháng 9, 1943; được đỡ đầu bởi bà M. J. Cofer, mẹ thủy thủ Cofer, và nhập biên chế vào ngày 19 tháng 1, 1944 dưới quyền chỉ huy của Hạm trưởng, Thiếu tá Hải quân Alvin Paul Chester.

## Lịch sử hoạt động
Sau khi hoàn tất chuyến đi chạy thử máy huấn luyện tại khu vực Bermuda, từ ngày 23 tháng 3 đến ngày 30 tháng 6, 1944, Cofer đã thực hiện hai chuyến đi hộ tống vận tải khứ hồi vượt Đại Tây Dương; từ New York đến Gibraltar và từ Norfolk, Virginia đến Bizerte, Tunisia. Quay trở về New York sau chuyến đi sau cùng, nó được cải biến thành một tàu vận chuyển cao tốc lớp Charles Lawrence; con tàu được xếp lại lớp và mang ký hiệu lườn APD-62 vào ngày 5 tháng 7, 1944.
Khởi hành từ New York vào ngày 26 tháng 9, Cofer đi sang khu vực Mặt trận Thái Bình Dương, đi đến Hollandia, New Guinea vào ngày 4 tháng 11, nơi nó gia nhập Đệ Thất hạm đội. Trong thành phần Đội vận chuyển 103, nó lên đường vào ngày 17 tháng 11 để hộ tống một đoàn tàu vận tải hướng sang Philippines, đi đến vịnh Leyte vào ngày 24 tháng 11 và cho đổ bộ binh lính để chiếm đóng Leyte. Nó khởi hành ngay ngày hôm đó để đi sang Palau, nơi nó đón binh lính lên tàu để cho đổ bộ tại vịnh Ormoc vào ngày 7 và 8 tháng 12. Lực lượng chịu đựng các đợt không kích phản công ác liệt của máy bay Nhật Bản, và nó đã đi đến để trợ giúp cho Liddle (APD-60), khi chiếc tàu chị em bị máy bay tấn công tự sát Kamikaze đâm trúng. Cofer tiếp tục chịu đựng không kích của đối phương khi nó cho đổ bộ lực lượng lên Mindoro vào ngày 15 tháng 12.
Tiếp tục tham gia chiến dịch nhằm giải phóng hoàn toàn Philippines, Cofer cho đổ bộ lực lượng tăng viện lên vịnh Lingayen vào các ngày 11 và 12 tháng 1, 1945. Sau đó nó tham gia vào các cuộc đổ bộ lên Puerto Princesa, Palawan vào ngày 28 tháng 2; đổ bộ lên Zamboanga, Mindanao vào ngày 10 tháng 3; đổ bộ lên Cebu vào ngày 26 tháng 3. Tại Cebu con tàu đã phải chịu đựng hỏa lực súng cối nặng nề của đối phương.
Từ ngày 27 tháng 4 đến ngày 8 tháng 5, Cofer phục vụ như soái hạm và tàu bảo vệ cho hoạt động quét mìn tại vùng biển ngoài khơi Tarakan, Bắc Kalimantan tại Borneo, nhằm hỗ trợ cho cuộc đổ bộ tại đây vào ngày 1 tháng 5. Sang ngày 2 tháng 5, đang khi hoạt động quét mìn ngoài khơi mũi Djoeata, tàu quét mìn YMS-481 bị một khẩu đội pháo bờ biển Nhật Bản bắn chìm; Cofer đã đi đến phá hủy khẩu đội pháo đối phương và cứu vớt 18 người sống sót từ chiếc YMS-481. Tiếp theo đó là các hoạt động quét mìn chuẩn bị cho chiến dịch đổ bộ lên vịnh Brunei từ ngày 7 đến ngày 11 tháng 6; và lên Balikpapan từ ngày 15 tháng 6 đến ngày 10 tháng 7. Khi tàu quét mìn Salute (AM-294) trúng thủy lôi vào ngày 8 tháng 6, nó đã đi đến trợ giúp và cứu vớt được 59 người sống sót, 49 người trong số đó bị thương. Sang ngày 18 tháng 6, nó lại cứu vớt được 23 người sống sót từ tàu quét mìn YMS-50.
Sau khi Nhật Bản đã chấp nhận đầu hàng vào ngày 15 tháng 8 giúp kết thúc cuộc xung đột, Cofer khởi hành từ vịnh San Pedro, Leyte vào ngày 29 tháng 8, và đi đến vịnh Buckner, Okinawa vào ngày 1 tháng 9. Nó đi đến Nagasaki vào tháng 9 để làm nhiệm vụ di tản những cựu tù binh chiến tranh Đồng Minh khỏi các trại tập trung, rồi quay trở lại Sasebo vào ngày 28 tháng 9 để phục vụ cùng Đệ Thất hạm đội trong hoạt động chiếm đóng tại Okinawa và Busan, Triều Tiên. Sau khi đón hành khách lên tàu tại Okinawa, nó khởi hành vào ngày 26 tháng 11 cho hành trình quay trở về Hoa Kỳ, về đến San Diego, California vào ngày 16 tháng 12. Sau khi tiễn hành khách rời tàu, nó lên đường vào ngày 26 tháng 12 để tiếp tục đi sang vùng bờ Đông, đi đến Brooklyn, New York vào ngày 9 tháng 1, 1946.
Cofer được cho xuất biên chế vào ngày 28 tháng 6, 1946 và được đưa về Hạm đội Dự bị Đại Tây Dương, neo đậu tại Green Cove Springs, Florida; con tàu không bao giờ được đưa ra hoạt động trở lại. Tên nó được cho rút khỏi danh sách Đăng bạ Hải quân vào ngày 1 tháng 4, 1966, và con tàu được bán để tháo dỡ vào ngày 5 tháng 3, 1968.

## Phần thưởng
Cofer được tặng thưởng tám Ngôi sao Chiến trận do thành tích phục vụ trong Thế Chiến II.
|  |                           |                           |
|  | Silver star · Bronze star |                           |
|  |                           | Bronze star · Bronze star |

| Dãi băng Hoạt động Tác chiến (truy tặng) |                                                                         |                                                                          |
| Huân chương Chiến dịch Hoa Kỳ            | Huân chương Chiến dịch Châu Á-Thái Bình Dương với 6 Ngôi sao Chiến trận | Huân chương Chiến dịch Châu Âu-Châu Phi-Trung Đông                       |
| Huân chương Chiến thắng Thế Chiến II     | Huân chương Phục vụ Chiếm đóng Hải quân                                 | Huân chương Giải phóng Philippine (Philippine) với 2 Ngôi sao Chiến trận |